# فهرست جهانی ۲۰۰
فهرست جهانی ۲۰۰ یا فهرست ۲۰۰ منطقهٔ جهانی، فهرستی از مناطق بوم‌ناحیه است که توسط صندوق جهانی طبیعت (WWF)، سازمان جهانی حفاظت از محیط زیست، به عنوان اولویت‌های حفاظتی شناسایی شده‌اند. طبق تعریف WWF، منطقه بوم‌ناحیه به عنوان «واحد نسبتاً بزرگی از زمین یا آب دارای مجموعهٔ مشخصی از جوامع طبیعی است که اکثریت زیادی از پویایی گونه‌ها و شرایط محیطی خود را به اشتراک می‌گذارند» تعریف می‌شود. برای مثال، ماداگاسکار بر اساس سطوح بومی‌زادی، فهرست‌های متعددی دریافت می‌کند، دریاچه بایکال باستانی یک فهرست دریافت می‌کند و دریاچه‌های بزرگ آمریکای شمالی هیچ فهرستی دریافت نمی‌کنند.
صندوق جهانی طبیعت (WWF) به هر منطقه بوم‌ناحیه در فهرست جهانی ۲۰۰، وضعیت حفاظتی مشخصی اختصاص می‌دهد: بحرانی یا درخطر؛ آسیب‌پذیر و نسبتاً پایدار یا دست‌نخورده. بیش از نیمی از مناطق بوم‌ناحیه‌ها در فهرست جهانی ۲۰۰ درخطر انقراض قرار دارند.
صندوق جهانی حیات وحش۸۶۷ بوم‌ناحیه را در سراسر سطح زمین و همچنین مناطق زیست‌محیطی آب شیرین و دریایی را شناسایی کرده است. هدف این سیستم طبقه‌بندی این است که اطمینان حاصل شود که طیف کاملی از اکوسیستم‌ها در راهبردهای حفاظت و توسعه منطقه‌ای نشان داده می‌شوند. از بین این بوم‌ناحیه‌ها، صندوق جهانی حیات وحش فهرست جهانی ۲۰۰ را به‌عنوان مهم‌ترین مناطق برای حفاظت از تنوع زیستی جهانی انتخاب کرد. فهرست جهانی ۲۰۰ در واقع شامل ۲۳۸ بوم‌ناحیه است که از ۱۴۲ منطقه زمینی، ۵۳ آب شیرین و ۴۳ بوم‌ناحیه دریایی تشکیل شده است.
از نظر تاریخی، جانورشناسان و گیاه‌شناسان سامانه‌های طبقه‌بندی مختلفی را ایجاد کرده‌اند که جوامع گیاهی و جانوری جهان را در نظر می‌گیرد. دو تا از سامانه‌های طبقه‌بندی جهانی که امروزه بیشتر مورد استفاده قرار می‌گیرند توسط میکلوس اودواردی در سال ۱۹۷۵ خلاصه شدند.
بر اساس فهرست جامعی از بوم‌ناحیه‌ها، The Global 200 دربرگیرندهٔ همهٔ انواع زیستگاه اصلی (زیست‌ها)، همه انواع اکوسیستم و گونه‌ها از هر نوع زیستگاه اصلی است. بر روی هر نوع زیستگاه اصلی هر قاره (مانند جنگل‌های استوایی یا صخره‌های مرجانی) تمرکز می‌کند. از بوم‌ناحیه به عنوان واحد مقیاس برای مقایسه استفاده می‌کند. صندوق جهانی حیات وحش می‌گوید که مناطق بوم‌ناحیه را می‌توان به عنوان واحدهای حفاظتی در مقیاس منطقه‌ای در نظر گرفت زیرا با جوامع بیولوژیکی مشابهی روبرو هستند.
برخی از بوم‌ناحیه‌ها بر بوم‌ناحیه‌های دیگر از همان نوع زیستگاه اصلی (زیست‌بوم) یا قلمرو انتخاب شدند. انتخاب این ۲۰۰ منطقهٔ جهانی برتر بر اساس مطالعات گسترده روی ۱۹ نوع زیستگاه‌های اصلی زمینی، آب شیرین و دریایی انجام شده است. انتخاب این بوم‌ناحیه‌ها بر پایهٔ تجزیه و تحلیل غنای گونه‌ای، بوم‌زادی گونه‌ها، گونه‌های بالاتر منحصر به فرد، پدیده‌های نامعمول بوم‌شناختی یا تکاملی و نادر بودن جهانی نوع زیستگاه اصلی انجام شد.